# Kleine Gloriette

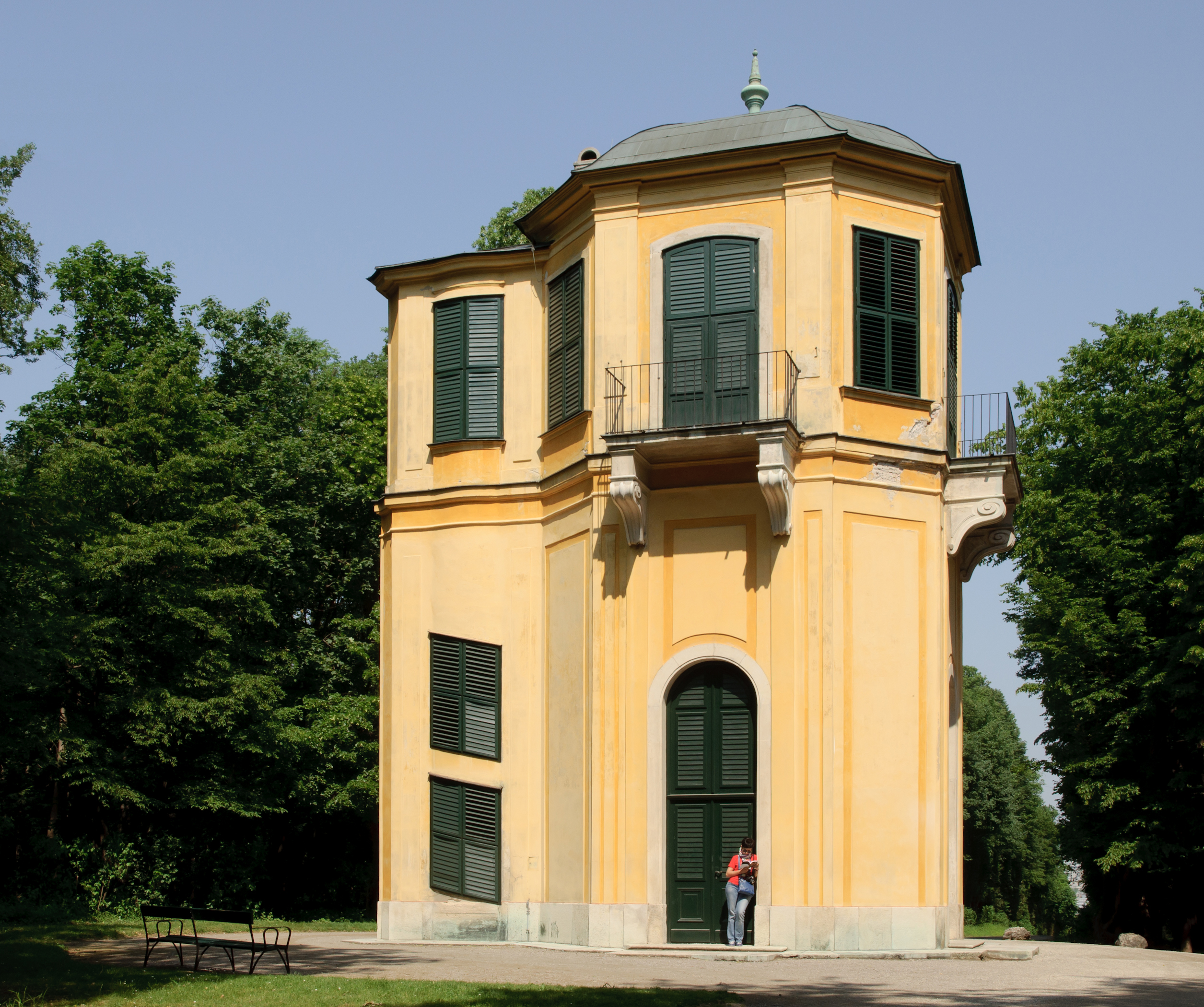
Kleine Gloriette

Die Kleine Gloriette ist eine Gloriette im Garten von Schloss Schönbrunn in Wien.

## Architektur
Die Kleine Gloriette befindet sich mitten am bewaldeten Berghang und in der Nähe des heutigen Maria-Theresien-Tores. Der Bau wurde vermutlich um 1775 von Isidor Canevale als Aussichtspavillon errichtet. Er ist turmartig und hat zwei Stockwerke mit Balkonen. Der Grundriss besteht aus einem regelmäßigen Achteck mit einem angebauten Treppenhaus. Das Dach bildet eine relativ flache Kuppel aus Kupfer. Die äußere Farbgebung dieser Gloriette orientiert sich nach dem Schloss: mit der Fassade im Schönbrunner Gelb und den Fensterläden in Kaisergrün.
Der Innenraum ist mit einer Trompe-l’œil-Architekturmalerei im Stil des Rokoko ausgestattet, die sich im Obergeschoß durch eine Brüstung in einen gemalten Himmel öffnet. Das Gebäude ist in der Regel geschlossen, jedoch bei Anlässen wie dem Tag des Denkmals gelegentlich für die Öffentlichkeit zugänglich.

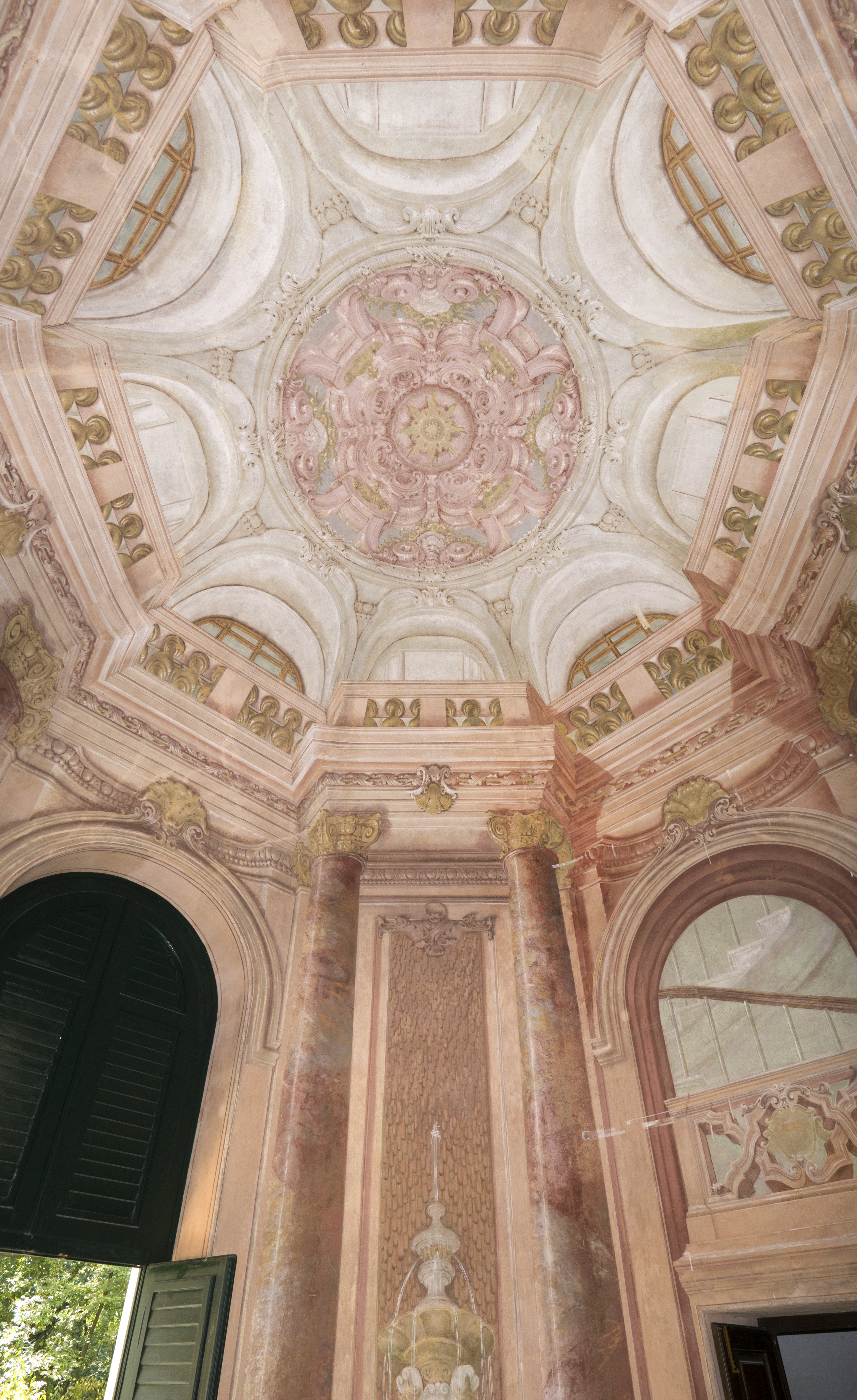
Unteres Stockwerk Decke
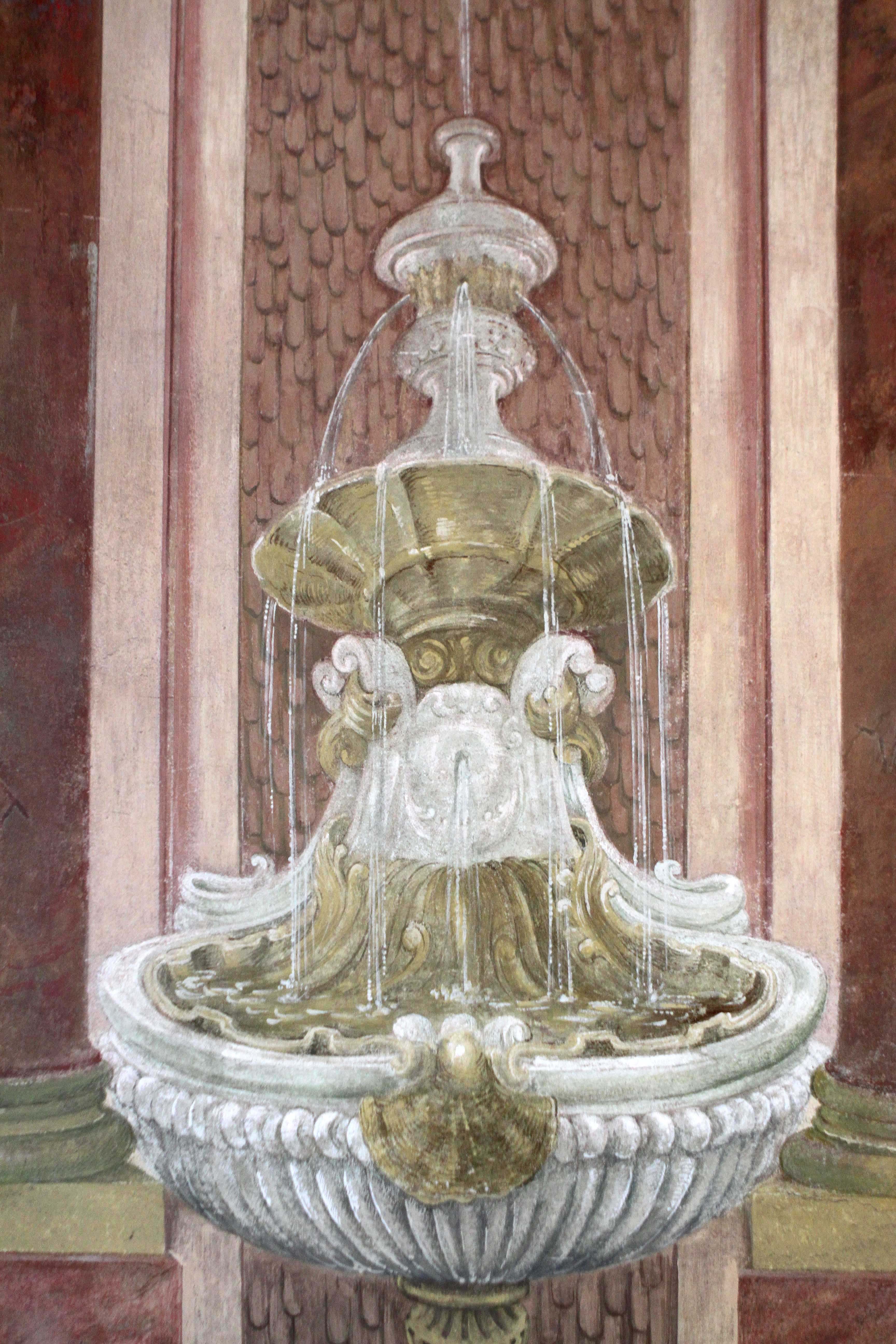
Unteres Stockwerk Brunnen
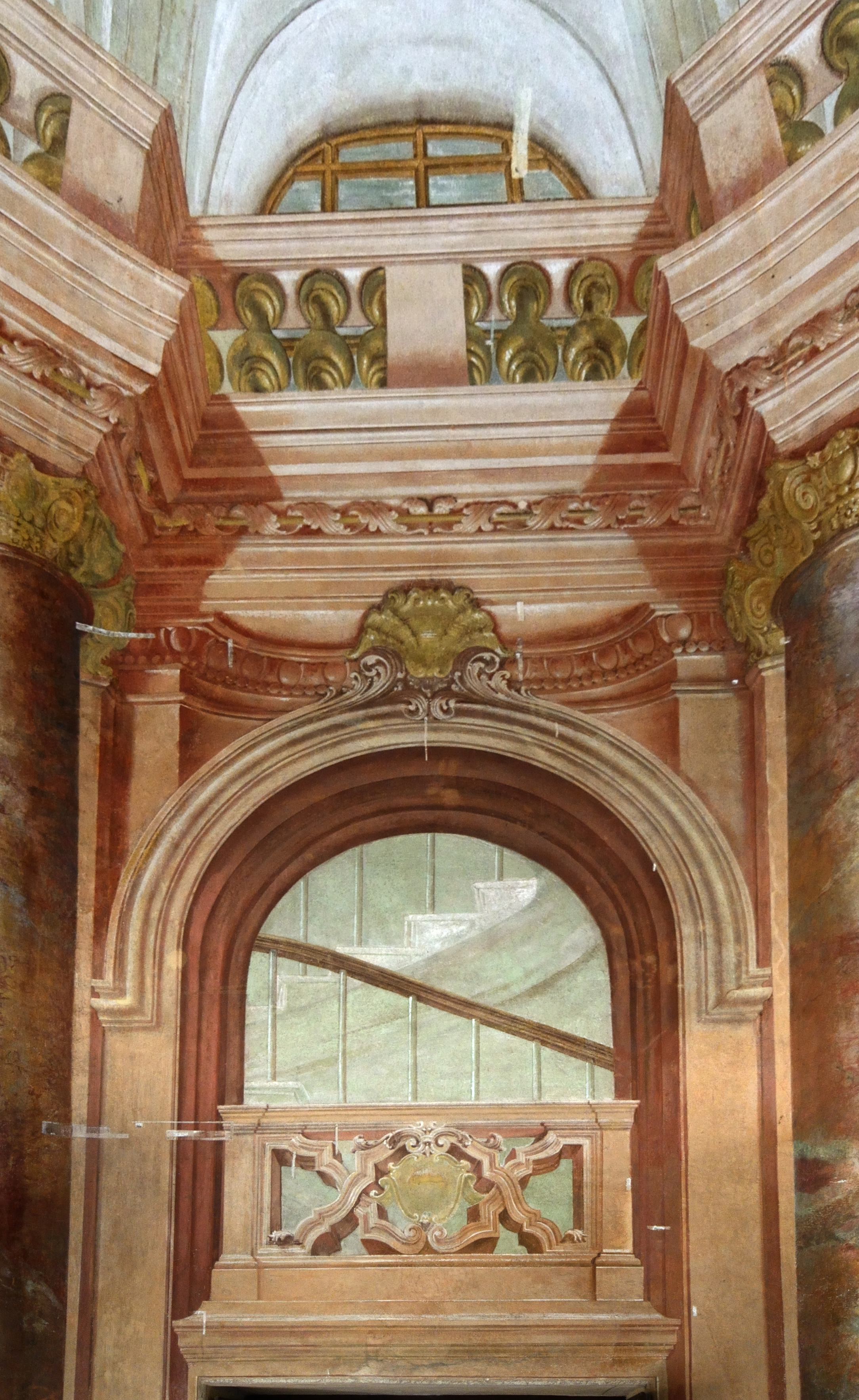
Unteres Stockwerk Wandmalerei
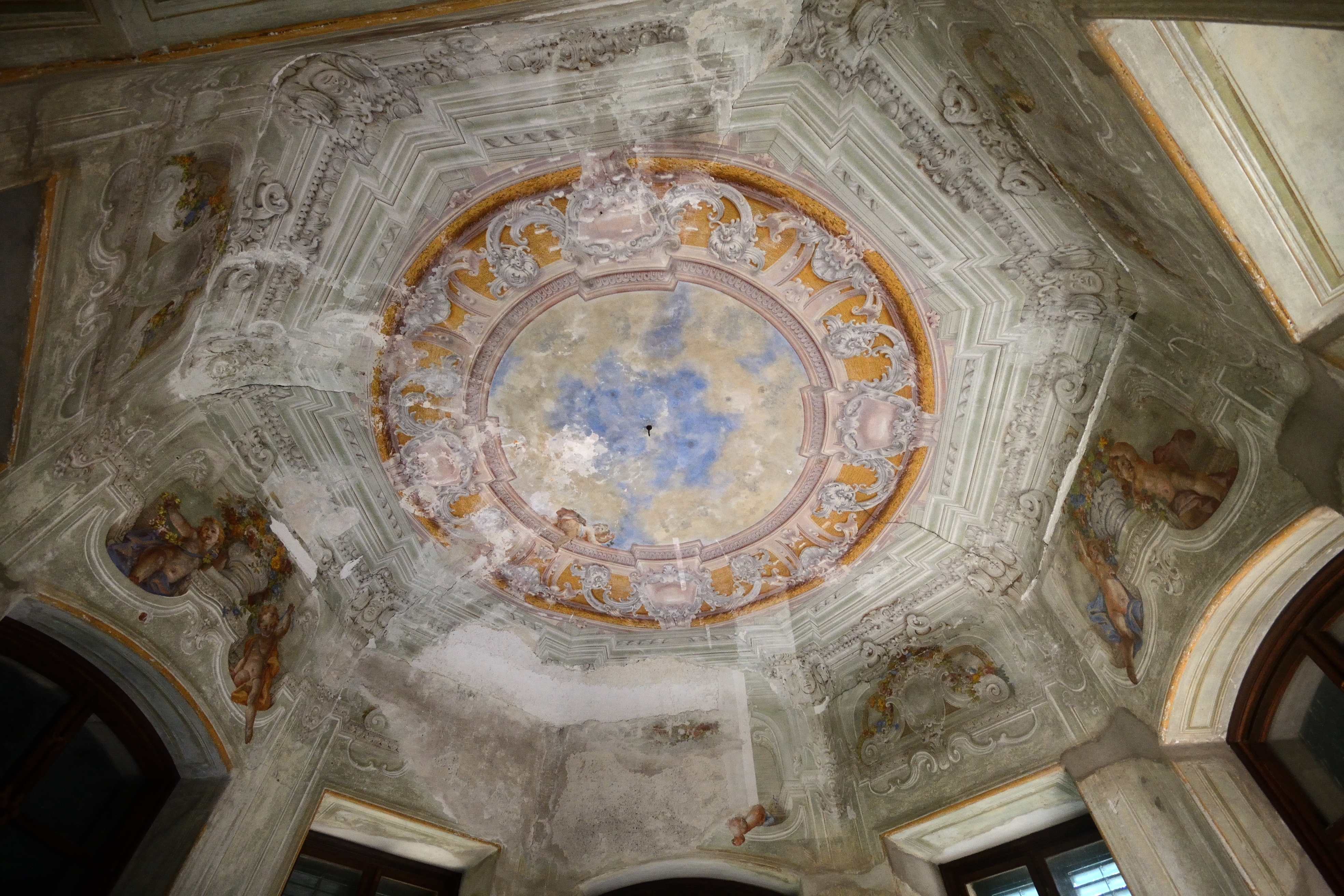
Oberes Stockwerk Deck